# نسبیت عام (کتاب)
در دانش فیزیک و به ویژه نسبیت، کتب نسبیت عام (به انگلیسی: General Relativity) یکی از کتابهای پرطرفدار در مورد نظریه نسبیت عام اینشتین است که توسط رابرت والد نوشته شده است. این کتاب در سال ۱۹۸۴ توسط دانشگاه شیکاگو به چاپ رسید. حجم کتاب در حدود ۵۰۰ صفحه است و بسیاری از جنبه‌های نسبیت عام را پوشش می‌دهد. کتاب به دو بخش تقسیم شده است که بخش دوم شامل مفاهیم پیچیده تری همچون ساختار سببی، اسپینورها و آثار کوانتومی اختصاص یافته است. در این کتاب از نمادگذاری نمایه انتزاعی برای تانسورها استفاده شده است.